# Childe Dundão
Childe Madaleno Fortuna Dundão (Luanda, 17 maggio 1998) è un cestista angolano.

## Carriera
Con l'Angola ha disputato i Campionati africani del 2021. Nel 2023 ha anche disputato i mondiali di basket, risultando uno dei migliori realizzatori della sua squadra.

## Palmarès
- Basketball Africa League: 1

Petro de Luanda: 2024